# برینزبورگ (کنتاکی)
برینزبورگ، کنتاکی (انگلیسی: Briensburg, Kentucky) یک محدوده ثبت‌نشده در شهرستان مارشال، کنتاکی، واقع‌در ایالات متحده آمریکا است.